# جوش إيفانز (لاعب كرة قدم أمريكية)
جوش إيفانز (بالإنجليزية: Josh Evans)‏ هو لاعب كرة قدم أمريكية أمريكي، ولد في 6 سبتمبر 1972 في فالي في الولايات المتحدة.

## وصلات خارجية
- جوش إيفانز على موقع مرجع كرة القدم المحترفة.كوم (الإنجليزية)